# Vousnango
Vousnango är en ort i Burkina Faso.   Den ligger i provinsen Province du Bam och regionen Centre-Nord, i den centrala delen av landet, 90 km norr om huvudstaden Ouagadougou. Vousnango ligger 314 meter över havet och antalet invånare är 1 997.
Terrängen runt Vousnango är platt. Närmaste större samhälle är Horé, 13,9 km norr om Vousnango.
Trakten runt Vousnango består i huvudsak av gräsmarker. Runt Vousnango är det ganska tätbefolkat, med 86 invånare per kvadratkilometer.